# Pompano Beach
Pompano Beach és una població dels Estats Units a l'estat de Florida. Segons el cens de l'1 de juliol de 2006 tenia 102.745 habitants.

## Demografia
Segons el cens del 2000, Pompano Beach tenia 78.191 habitants, 35.197 habitatges, i 18.443 famílies. La densitat de població era de 1.469,1 habitants/km².
Dels 35.197 habitatges en un 17,4% hi vivien nens de menys de 18 anys, en un 37,4% hi vivien parelles casades, en un 10,9% dones solteres, i en un 47,6% no eren unitats familiars. En el 38,6% dels habitatges hi vivien persones soles el 17,1% de les quals corresponia a persones de 65 anys o més que vivien soles. El nombre mitjà de persones vivint en cada habitatge era de 2,13 i el nombre mitjà de persones que vivien en cada família era de 2,85.
Per edats la població es repartia de la següent manera: un 17,7% tenia menys de 18 anys, un 7,4% entre 18 i 24, un 29,1% entre 25 i 44, un 22,5% de 45 a 60 i un 23,4% 65 anys o més.
L'edat mediana era de 42 anys. Per cada 100 dones de 18 o més anys hi havia 96,2 homes.
La renda mediana per habitatge era de 36.073 $ i la renda mediana per família de 44.195 $. Els homes tenien una renda mediana de 31.162 $ mentre que les dones 26.870 $. La renda per capita de la població era de 23.938 $. Entorn del 13,1% de les famílies i el 17% de la població estaven per davall del llindar de pobresa.

## Poblacions properes
El següent diagrama mostra les poblacions més properes.